# Sainte-Marie-de-Vatimesnil
Sainte-Marie-de-Vatimesnil és un municipi francès situat al departament de l'Eure i a la regió de Normandia. L'any 2007 tenia 246 habitants.

## Demografia

### Població
El 2007 la població de fet de Sainte-Marie-de-Vatimesnil era de 246 persones. Hi havia 92 famílies de les quals 12 eren unipersonals (4 homes vivint sols i 8 dones vivint soles), 28 parelles sense fills, 36 parelles amb fills i 16 famílies monoparentals amb fills.
La població ha evolucionat segons el següent gràfic:
Habitants censats

### Habitatges
El 2007 hi havia 101 habitatges, 89 eren l'habitatge principal de la família, 5 eren segones residències i 7 estaven desocupats. 100 eren cases i 1 era un apartament. Dels 89 habitatges principals, 80 estaven ocupats pels seus propietaris, 4 estaven llogats i ocupats pels llogaters i 5 estaven cedits a títol gratuït; 1 tenia dues cambres, 9 en tenien tres, 20 en tenien quatre i 59 en tenien cinc o més. 71 habitatges disposaven pel capbaix d'una plaça de pàrquing. A 30 habitatges hi havia un automòbil i a 50 n'hi havia dos o més.

### Piràmide de població
La piràmide de població per edats i sexe el 2009 era:
| Homes | Edats   | Dones |
| ----- | ------- | ----- |
| 0     | 95 o +  | 4     |
| 0     | 90 a 94 | 0     |
| 0     | 85 a 89 | 0     |
| 0     | 80 a 84 | 0     |
| 0     | 75 a 79 | 0     |
| 8     | 70 a 74 | 4     |
| 12    | 65 a 69 | 16    |
| 4     | 60 a 64 | 4     |
| 0     | 55 a 59 | 0     |
| 8     | 50 a 54 | 8     |
| 16    | 45 a 49 | 4     |
| 4     | 40 a 44 | 12    |
| 12    | 35 a 39 | 4     |
| 4     | 30 a 34 | 12    |
| 16    | 25 a 29 | 12    |
| 16    | 20 a 24 | 12    |
| 8     | 15 a 19 | 8     |
| 4     | 10 a 14 | 8     |
| 4     | 5 a 9   | 0     |
| 16    | 0 a 4   | 16    |

## Economia
El 2007 la població en edat de treballar era de 167 persones, 129 eren actives i 38 eren inactives. De les 129 persones actives 115 estaven ocupades (60 homes i 55 dones) i 14 estaven aturades (7 homes i 7 dones). De les 38 persones inactives 12 estaven jubilades, 15 estaven estudiant i 11 estaven classificades com a «altres inactius».

### Ingressos
El 2009 a Sainte-Marie-de-Vatimesnil hi havia 91 unitats fiscals que integraven 244 persones, la mediana anual d'ingressos fiscals per persona era de 22.360 €.

### Activitats econòmiques
Dels 8 establiments que hi havia el 2007, 1 era d'una empresa de fabricació de material elèctric, 1 d'una empresa de construcció, 1 d'una empresa de comerç i reparació d'automòbils, 2 d'empreses de serveis, 1 d'una entitat de l'administració pública i 2 d'empreses classificades com a «altres activitats de serveis».
L'únic servei als particulars que hi havia el 2009 era una lampisteria.
L'únic establiment comercial que hi havia el 2009 era una fleca.
L'any 2000 a Sainte-Marie-de-Vatimesnil hi havia 3 explotacions agrícoles.

## Equipaments sanitaris i escolars
El 2009 hi havia una escola elemental integrada dins d'un grup escolar amb les comunes properes formant una escola dispersa.

## Poblacions més properes
El següent diagrama mostra les poblacions més properes.